# Razbudite Muchina!
Razbudite Muchina! (Разбудите Мухина!) è un film del 1967 diretto da Jakov Aleksandrovič Segel'.